# Manuel Alcalá del Olmo
Manuel Alcalá del Olmo (1845, Màlaga - ?) fou membre del Congrés dels Diputats d'Espanya per diversos districtes de l'illa de Puerto Rico durant quatre legislatures, des del 17 de maig de 1878 fins al 29 de desembre de 1890.
Era membre d'una coneguda família malaguenya i formava part del Partit Liberal Conservador. En 1874 figurava com a secretari de la Diputació Provincial de Puerto Rico. Fou un dels cavallers que el dia 30 d'abril de 1876 es van reunir a l'Ajuntament de la ciutat porto-riquenya de San Juan, amb el propòsit d'establir un ateneu científic, artístic i literari. Va formar part de la primera Junta Directiva de l'Ateneu Porto-riqueny. En 1881 formava part del Partit Espanyol sense Condicions.
A les Eleccions generals espanyoles de 1876 va ser triat diputat per a la circumscripció de Vega Baja per la Junta Provincial de Puerto Rico, obtenint 504 vots de 520 votants en un cens electoral de 960 electors. Va ser una elecció parcial escrutada el 5 de març de 1878, celebrada després de la baixa del diputat Ambrosio Martorell Arabigt.
A les Eleccions generals espanyoles de 1881 va ser elegit diputat per a la circumscripció d'Arecibo per la Junta Provincial de Puerto Rico, obtenint 92 vots de 97 votants en un cens electoral de 166 electors. En les Eleccions generals espanyoles de 1884 va ser reelegit per aquesta mateixa circumscripció, obtenint 81 vots de 128 votants en un cens electoral de 379 electors.
A 
En les Eleccions generals espanyoles de 1886 va ser elegit diputat per a la circumscripció de San Juan per la Junta Provincial de Puerto Rico, obtenint 102 vots de 151 votants en un cens electoral de 478 electors.